# フォーシーム (漫画)
『フォーシーム』は、さだやす圭による日本の漫画。『ビッグコミック』（小学館）にて2013年6号から2019年21号まで連載され、同年22号から『フォーシームNEXT』（フォーシーム ネクスト）とタイトルを改めて2022年21号まで連載された。単行本は、小学館のビッグコミックスより刊行。日本プロ野球界でキングと呼ばれた剛腕投手・逢坂猛史のアメリカ・メジャーリーグでの活躍を描く。同作者の作品『なんと孫六』の主人公・孫六との対決もあるが、世界観に若干の差異が見られる。また、孫六の性格も本編に比べると丸くなっている。

## あらすじ
逢坂猛史は日本球界で長年大活躍をしてきた先発投手であったが、衰えが見え始めた36歳。クライマックスシリーズ最終戦に監督から「お前と心中する。この試合は任せる」と男気を示されて発奮し、期待に応えて7回まで相手を零封していたが、8回裏に無死満塁の大ピンチを迎える。当然自分としては続投しピンチを切り抜ける自信も満々であったが、監督からは降板を言い渡される。その采配に全く納得できない逢坂は監督の言葉を聞くとマウンド上で何と監督の首を吊り上げて大暴れ、そのまま退場となり試合も結局敗れてしまい、日本中から猛批判を浴びることとなった。
日本球界から永久追放同様の扱いとなり、現役続行は誰もが不可能と思われたが自ら会見を開き、大リーグへの挑戦を高らかに宣言する。先発ではなく中継ぎなどの扱いで納得できるのか疑問視する報道陣の質問に対し、「もうこの年齢で中4日の先発、年間200イニング登板は確かに無理だが短いイニングならば、まだ飛びっきりのボールを投げられる。最終回のリリーフ投手、ストッパーとしてならば活躍できる」と豪語し何の誘いも受けていないにも拘らず、自分に色々と忠告してくれていた日本人スカウトの所属していた球団オークランド・アスリーツで活躍を目指すと勝手に宣言してしまう。日本との関係悪化と信用を考慮した球団側に何とかキャンプでの招待選手の一人として参加をしぶしぶ認められ、（ただし「監督・コーチ・球団職員に対する暴言を吐けば罰金1000ドル、手をかければ罰金10万ドルで即解雇」という一方的な契約書にサインすることが条件であった）ついに単身渡米する。
しかし逢坂には実は深刻な問題がひとつだけ存在した。それは全盛期にいくら誘われてもアメリカ大リーグに行かなかった、否、行けなかった理由である。彼は極度の飛行機嫌いで搭乗後は体調も狂いやつれて半病人となってしまうため、移動がすべて飛行機の大リーグでは投球内容以前の問題で野球選手としては何の価値もなくなってしまうほどの物であった。しかしながら離婚し見放されていた元妻からも逢坂に「勝負の世界でしか生きられないくせに、もしも飛行機が克服できないのなら強打者との対決に望めない。それならば生きる価値も無い」などと指摘され、渡米前に何度も国内線の飛行機に乗って、克服できないまでも慣れるように必死で自己訓練に明け暮れた。そして長時間のフライトに苦しみ車椅子で空港から出るほどに疲労した逢坂は何とか大リーグのキャンプに参加する。それは地獄の始まりであった。
日本流の投げ込みを完全に否定する大リーグの流儀に反発し苦しむも、大ベテランのキャッチャーであるペレスから理解と協力を得て、自分のもっとも自信のある球であるフォーシームを磨き込んだ。それは球速こそ大リーグの平均に劣るものの、球の伸びと抜群の制球力で最初は白眼視していた首脳陣からも徐々に面白い存在であると認められるようになってきた。だがGMからは日本で監督を試合中に首吊りした愚かな選手としか見られず、紅白戦、オープン戦で無失点でなければ即解雇の無理難題を吹っかけられ、売り言葉に買い言葉で承諾してしまうこととなり、しかも無死満塁の場面でのリリーフなど傍目から見ても不可能で悪意を感じられる扱いを受ける。
誰もが無理と諦めてしまう展開であったが、逢坂の長年の経験と度胸、それに精密機械のような制球力と自身の最大の武器のフォーシームでピンチをことごとく切り抜けて、遂に最後まで無失点でオープン戦を過ごすことに成功しメジャー契約を勝ち取ったのである。逢坂のことを最初から苦々しく思っていたGMは契約で年俸は最低保証、ただし200イニング投球達成やサイヤング賞の受賞でボーナスなどの、リリーフ投手としてはほぼ不可能なインセンティブばかりを恩着せがましく言い放つが、ここでも逢坂は前代未聞のとんでもないインセンティブを自ら持ちかける。それは「セーブ1回目成功で1ドル、2回目で2ドル、セーブ3回連続成功で4ドルと倍倍で増えていく成功報酬形式だが、1回でも失敗すれば最初の1ドルに戻る」という絶対に有り得ない契約内容であった。GMからは「10連続でもやっと512ドル、20連続でやっと大リーグ最低保障の50万ドル、もしも30、40と失敗なしで成功すれば確かに天文学的数字になるが、長い大リーグの歴史でも1年間失敗無しのリリーフはただの1回しかない。それでもそれに賭けるのか？」と鼻で笑われるも逆に自信たっぷりに「俺の失敗よりも球団の支払いを心配しろ」と豪語し、ここに本当に前代未聞で空前絶後の契約が成立した。
そして華やかな開幕を迎え、大リーグ本番の洗礼を浴びながらも逢坂は日々奮闘していくこととなる。

## 登場人物

### オークランド・アスリーツ
アメリカンリーグ西地区のチーム。資金力がないため、高給取りやスター選手はいなく、目立ちはしないが実力のある中堅選手と才能のある若手が主体のチームだが、GMのロイ・ビーズによるセイバーメトリクスを重視した編成で毎年プレーオフに進出するもワールドシリーズ制覇には届かずにいる。モデルはオークランド・アスレチックス。
逢坂猛史（おうさか たけし）
36歳。全盛期の若いころは剛腕で鳴らし20勝を達成した投手。あだ名は「キング」、短気なバツイチ。口も悪く典型的な投手気質で俺様人間で、日本時代はその性格が災いして首脳陣と揉め、4球団も渡り歩いている。しかし、野球に関して、特に自分の投球を磨くことに対しては真摯で超真面目な姿勢で臨んでいる。飛行機は何度乗っても苦手なままで克服は出来てないがメジャーのハードな移動スケジュールの中でも、誰よりも早く球場に行き、ランニングをして汗をかくことで体調を整えることを決して怠らない。シーズンの当初は飛行機での移動で調子を悪くしてピンチに陥ったが、その試合で偶然全盛期の頃のフォーシームを投げれた経験によって、前述の試合前にスタジアムでランニングをし汗を大量にかく調整方法によって、かつての全盛期の頃に近い球威を取り戻した。背番号は28。
日本時代は先発だったが、年齢による衰えからメジャーでは1・2イニングなら全力で投げれるリリーフに転向した。シーズン当初は中継ぎだったが、シーズン序盤でクローザーだったシューマーカーの怪我とロドリゴの不調によって安定感のある投球をしてたことで、クローザーのポジションを獲得した。ポストシーズンでは、クローザーとしてでは無く、試合の勝負時の場面で登板し複数イニングを投げる場面が増えていった。投球フォームはスリークォーターで、速球は90マイル前半で最速でも95マイルだが初速と終速の差が少ない非常に伸びのあるフォーシームで、バッターが球速以上の速さと感じるフォーシームをそれを全力で投球しつつ狙ったコースに何度でも同じ球威で投げ込めるずば抜けた制球力を活かして、高低、内外のボール判分の僅かな幅のコースを使う組み立てによって、打者の目には90マイルが95マイル、ボール球がストライクに錯覚させられてしまう。配球も長年の投球経験から打者心理を読み、打者が得意か狙っているコースにボール半分前後で出し入れして討ち取るクレバーな投球技術と、時には平然とど真ん中やフルカウントの状況で勝負球にボール球を投げ込める狡さや強かさと勝負度胸がある。コーチからは実戦型と言われており、強打者相手には様子が変わり、ベテランのペレスから「タフな奴」「ここ1番では三振を取りに来る」と評価されている。見ている審判ですら驚く程の投球術とその勝負度胸にはキャッチャーのペレスやレッグですら肝を冷やしたり呆れる程で、「心臓に良くない」とまで言われている。彼ら以外のチームメイトですら「心臓が鉄でできてる」「神経が切れてる」「煮ても焼いても食えない」と呆れる程。また相手ピッチャーの心理を読んだりして味方の野手にアドバイスや相手の投手の挑発をすることなどがある。
変化球はキレの良いスライダーとカーブにフォークを持っている。スライダーはペレスやミハイルからも使えると高く評価されており、キレが良くフォーシームと並ぶ配球の組み立ての軸になっているが、カーブとフォークはキレがあまり良くないためかあまり投げない。ポストシーズンにてスライダーのフォームの僅かなクセを見抜かれた事で打たれたのをキッカケにして、対策として新たにスライダーの握りによる投げ方を試行錯誤した末に、スライダーの握りでオーバースローのように真下に振り切る投げ方による、フォーシーム並みの球速のカットボールを新たに習得した。ワールドシリーズでは、カットボールと同じくオーバースローで角度からフォーシームを投げており、制球力はスリークォーターのフォームよりも悪く本人もアバウトで良くて半々と自覚しているが、ボールの回転数が200近く上がっており、球速が90マイル前半のフォーシームが打者からは90マイル後半は出ていると言われている。
庄司タロー（しょうじ タロー）
オークランドアスリーツの極東地区担当スカウト。日本のある試合を視察した際に逢坂と知り合い、紆余曲折を経て、アスリーツ入団に繋がった。本来は球団職員だが取材が殺到した逢坂のために日本人ということで専属通訳のような形で勤務している。自身も元は野球選手で投手であったが肩を壊し野手に転向。ただし日本でも一軍、アメリカでもメジャーには昇格できなかった。逢坂の言動には批判的で本人ともよく衝突するが、その極限なまでのプロ根性と実力には一目置いている。
パスカル・ペレス
アスリーツの控え捕手。かつては強肩強打で鳴らし首位打者やMVPにも輝いたことのあるベテラン選手。現在では肩が衰えたため控えとなったが、肩の衰えが無ければチーム1の捕手と言われる実力を持っている。現役最後の1年か2年の晩年を過ごすために加入した。日本流の投げ込みにこだわる逢坂の練習に付き合ううちに、彼の、とにかくどこに構えてもミットに百発百中で的を射る抜群の制球力に気づき、「20年の大リーグ生活で5人とはいないコントロールだ」と首脳陣に進言する。逢坂の勝負度胸に負けないほど肝っ玉も太く経験も豊富で、リードも打者の裏を掻く大胆不敵さで投手陣を助ける。打撃でも相手投手を油断させてチャンスにヒットを放つ頭脳派の実力者。シーズン途中に三角トレードでフェアリーズに移籍してからは、敵として逢坂らの前に立ちはだかる。
ミハイル・ネッガーシュミット
アスリーツの投手コーチ。逢坂の投げ込みをキャンプでは真っ向から否定するも段々と彼の投げるボールの球威、回転、コントロールに気づき、非常に面白い存在として起用を監督に強く勧めていく。逢坂のことを評価してなかったロイに逢坂の力を試すために、オープン戦を全試合無失点で切り抜けたら解雇しない様提案をした。またコントロール以上に逢坂の海千山千の経験と度胸と勝負強さを認めていて、「銭の取れる選手」とも称している。 現役時代は球速や球威ではなくピンポイントのコントロールと変化球で一世を風靡した名投手で、球審にも強気で噛み付く姿勢で臨む「マッドドッグ」とも呼ばれていた。モデルは「ブルドッグ」と呼ばれたオーレル・ハーシュハイザーや「精密機械」と称されたグレッグ・マダックス。
フリオ・ロドリゴ
ドミニカ出身の19歳。100マイル超の速球を投げる。中継ぎ投手で100マイル超えのフォーシームを武器にしているがコントロールが良く無く、2イニング目になると制球力が乱れ、四球を連続で出すなど制球に難がある。キャンプでは逢坂と同室で初日から取っ組み合いの喧嘩を始めてしまうが、本質的な部分で気が合うのか年の離れた喧嘩友達のような関係となる。女性に関しては逢坂曰く「ストライクゾーンが広い」のか、年上年下、容姿に関係なく日々ベッドに誘い奮闘している。自分にはない抜群のコントロールをどうやって磨いたのか逢坂に聞きたがっているが素直に言えず、キャッチボールなどの練習に付き合っている。
レッグ・スタルカス
一昨年のドラフト1位。昨年まで3A。ルーキーながらバッティングに秀でており、チームNo.1捕手。昨年は1年間様々なことを学ぶために3Aにおり、メジャー経験は無いがチームNo.1打者の呼び声高い逸材であり、タロー曰く「間違いなく今年の新人王」と言わせる程。打順は2番。逢坂のことを最初はロートル扱いで見下していたが、先輩捕手のペレスや投手コーチのメガーシュミットから彼の驚異的な制球力を指摘されて以来、徐々に見る目を変えてシートバッティングでの逢坂の投球術を見てからは評価をする様になり「おっさん」もしくは「親父」呼ばわりしながらも女房役として奮闘しチームの勝利を目指して日々、成長中である。シーズン途中からペレスのトレードによってチームの正捕手となり、逢坂の相棒役になる。シーズンを通して徐々に逢坂のリードの仕方を覚えつつあるも、逢坂の心臓に毛が生えた大胆な配球と悪魔的なとんでもない勝負度胸には圧倒されっぱなしで「寿命が縮む」「食えねえオヤジ」と内心では思っている。
エドガー・パウエル
シーズン途中でチームに加入したベテラン選手であり、メジャー通算500本塁打の強打者で全盛期には40・40を達成しているスター選手。ポジションはDHで背番号は25。
傍若無人な性格であり、スタジアムのロッカールームに自身専用のソファーを持ち込み、ロッカーも二人分使っている。逢坂のことは当初は『4A投手』と酷評しており、同時期に加入したケンプとも相性が悪いが、シーズンを戦っていく中で逢坂のことを徐々に認め始め、互いに啀み合いながらも共に戦っている。
ジェフ・ケンプ
パウエルと同時期にチームに加入したベテラン選手であり、勝負強いバッティングが持ち味でミスタークラッチの異名を持つ。ポジションはサードで背番号は21。
典型的な白人至上主義者であり、有色人種を下に見ており白人以外とは喋る事は滅多になく、トラブルメーカーである。試合の前と後にシャワーを浴びるルーティンがあり、アスリーツに入団初日に逢坂とシャワー室で乱闘騒ぎを起こした。パウエルとは水と油な関係で逢坂とも啀み合う仲。
エンゲルト・べッケンマイヤー
シーズンの途中でトレードでチームに加入した、ターミネーターの異名で呼ばれるメジャー屈指の大物クローザーであり、ロイが逢坂に変わる新たなクローザーとして獲得した。クローザーとしてどんなピンチにも動じず常に平常心で逆上する事もない事からターミネーターの異名がつけられ、タローからは『クローザーをするために生まれた男』と言わしめる程。背番号は41。アスリーツではトレードで来た当初は起用方法はクローザーだったが、後にセットアッパーになり、試合の流れや状況に応じて、先に投げた逢坂の後にクローザー役になるなどセットアッパーとクローザーを兼任している。
普段は感情を表に出さない寡黙な性格だが、内心は負けるのが嫌いな性格で息子相手のゲームでも手加減せずに勝ちに行くほど。逢坂とは加入当時から良好な関係を保っている。
100マイル近いフォーシームと97マイル近いツーシームとカットボールにチェンジアップが武器。配球に関してはレッグに一任している。
ロイ・ビーズ
アスリーツのゼネラル・マネージャー。無慈悲かつ冷静沈着なチームの最高権力者。打率より出塁率を重視するセイバーメトリクス的な戦略に基づいてチーム編成を行い、給料が低い選手ばかりを集めて常に優勝を狙える球団に仕立て上げている。クローザーには絶対的球種が必要という持論から、90マイルのフォーシームしかない逢坂をセットアッパーに降格することに固執して対立する。モデルは映画にもなった実在のビリー・ビーン（オークランド・アスレチックスのGM）。

### ニューヨーク・ナイツ
ア・リーグ東地区のチーム。ワールドチャンピオン30回を超えるメジャー1の名門チーム。モデルはニューヨーク・ヤンキース。
ジョニー・ジップ
ニューヨークナイツの中心選手でニューヨークの貴公子とも評され絶大な人気を誇る。インハイのボールでも流し打ちができる抜群のバットコントロールの技術を持つ。モデルはデレク・ジーター。

### アリゾナ・スコーピオンズ
ナ・リーグ西地区のチーム。前年に途中入団した甲斐孫六の活躍により、ワールドシリーズ制覇を果たしている。モデルはアリゾナ・ダイヤモンドバックス。
甲斐孫六（かい まごろく）
同作者の『なんと孫六』の主人公。逢坂同様に日本からMLBに活路を求めた立場から、逢坂との直接対決に挑む。メジャーでも投打二刀流を貫き、DH制のないナショナルリーグで大活躍をしている。先発で登板する時の打順は9番ではなく6番を打ち、登板しない時はピンチヒッターで豪打を放つ。ファンからは名前ではなく「クレージー」「クレージーキッド」と呼ばれて人気絶大。
『なんと孫六』の終盤で銃撃され重症を負ったことでスコーピオンズとの契約は破棄され、一旦FAとなっていたが、WBTでの三連覇の立役者としての活躍が評価され、再契約した模様。
背番号は日本と同じ逆6で孫六ボール（100マイル前後の球速でナックルボールのように不自然で不規則に変化する剛速球、メジャーでは「ダンシングボール」と称される）を駆使してメジャーの打者を翻弄する。

### その他
藤木（ふじき）
近畿ボンバーズ監督。現役時代は猿飛と言われる名ショートで、監督になってからは鋭い勝負勘を誇る闘将と称されるが、ファンからはチビ6とも呼ばれている。日本時代の逢坂の監督であり、クライマックスシリーズに逢坂と心中すると言って先発を任せるものの、途中手のひらを返して降板させたことで怒りを買い、マウンド上で首を吊り上げられてしまう。

## 書誌情報
- さだやす圭 『フォーシーム』 小学館〈ビッグコミック〉、全19巻[1]
  1. 2013年8月30日発売、ISBN 978-4-09-185399-8
  2. 2013年12月27日発売、ISBN 978-4-09-185689-0
  3. 2014年4月30日発売、ISBN 978-4-09-186174-0
  4. 2014年8月29日発売、ISBN 978-4-09-186376-8
  5. 2014年12月26日発売、ISBN 978-4-09-186699-8
  6. 2015年5月29日発売、ISBN 978-4-09-187049-0
  7. 2015年9月30日発売、ISBN 978-4-09-187229-6
  8. 2016年2月29日発売、ISBN 978-4-09-187486-3
  9. 2016年7月29日発売、ISBN 978-4-09-187722-2
  10. 2016年11月30日発売、ISBN 978-4-09-189246-1
  11. 2017年3月30日発売、ISBN 978-4-09-189407-6
  12. 2017年7月28日発売、ISBN 978-4-09-189614-8
  13. 2017年11月30日発売、ISBN 978-4-09-189695-7
  14. 2018年3月30日発売、ISBN 978-4-09-189822-7
  15. 2018年7月30日発売、ISBN 978-4-09-860053-3
  16. 2018年11月30日発売、ISBN 978-4-09-860138-7
  17. 2019年3月29日発売、ISBN 978-4-09-860248-3
  18. 2019年7月30日発売、ISBN 978-4-09-860368-8
  19. 2019年11月29日発売、ISBN 978-4-09-860494-4
- さだやす圭 『フォーシームNEXT』 小学館〈ビッグコミック〉、全9巻[2]
  1. 2020年3月30日発売、ISBN 978-4-09-860565-1
  2. 2020年7月30日発売、ISBN 978-4-09-860686-3
  3. 2020年11月30日発売、ISBN 978-4-09-860772-3
  4. 2021年4月30日発売、ISBN 978-4-09-861029-7
  5. 2021年8月30日発売、ISBN 978-4-09-861137-9
  6. 2021年12月30日発売、ISBN 978-4-09-861213-0
  7. 2022年4月28日発売、ISBN 978-4-09-861311-3
  8. 2022年8月30日発売、ISBN 978-4-09-861402-8
  9. 2022年12月28日発売、ISBN 978-4-09-861493-6